# The Beatles (musikalbum)
The Beatles är en dubbel-LP av The Beatles, släppt på skivbolaget EMI/Apple Records den 22 november 1968.
Omslaget till The Beatles eller The White Album som det ofta kallas, var tänkt att vara så enkelt så möjligt. Omslaget på Sgt. Pepper's Lonely Hearts Club Band var väldigt pyntat, och som ett svar på detta gjorde man ett helt vitt konvolut. Det enda som finns på skivans framsida är en vit, präglad text där det står "The BEATLES". På framsidan finns, på tidiga LP- och CD-utgåvor, också ett för varje exemplar unikt serienummer.
Albumet har sålt 24 x platina.

## Produktion och inspelning
Att man gjorde ett dubbelalbum innebar att det fanns plats för material som annars kanske skulle ha sållats bort. Flera låtar är rena experiment. Mest udda i sammanhanget är "Revolution 9", som är ett ljudkollage skapat av främst John Lennon och Yoko Ono. I detta spår upprepas hela tiden orden "number nine", och detta sägs enligt dem som tror på konspirationsteorin Paul is dead låta som "turn me on, dead man" om man spelar skivan baklänges.
Under inspelningarna fungerade bandet på ett annat sätt än förut. Tidigare hade The Beatles varit mer av en helhet som skapat låtar tillsammans. Nu var det i vissa fall så att de gjorde sina låtar på ett sätt som liknar soloartister och använde de andra medlemmarna enbart som kompgrupp eller i några fall inte alls; McCartneys "Blackbird", "Martha My Dear", "Mother Nature's Son" och "Wild Honey Pie" samt Lennons "Julia" är rena soloinspelningar där ingen annan i gruppen spelar. "Blackbird" sägs vara en protest mot diskriminering av svarta och "Martha My Dear" är en kärlekssång till Paul McCartneys hund.
Under sessionerna för The Beatles spelades även en singel in, "Hey Jude"/"Revolution". Denna släpptes några månader före albumet.

## Musik
Musiken på The Beatles är mycket varierad. Här finns allt från den snabba, Beach Boys-inspirerade "Back in the USSR" till lugna låtar som "Dear Prudence", och allt från den hårdrocksdoftande "Helter Skelter" till akustiska folkmusikinspirerade låtar som "Mother Nature's Son".
Flera låtar är ballader som skrivits till akustisk gitarr när Beatles vistades hos meditationsgurun Maharishi Mahesh Yogi vårvintern 1968. Den skotske folksångaren Donovan sägs ha lärt John Lennon och Paul McCartney att plocka strängar på gitarr på ett sätt de tidigare inte kunnat. Flera låtar refererar också till denna vistelse. "Dear Prudence" sägs handla om skådespelerskan Mia Farrows syster Prudence som stängde in sig i djup meditation och vägrade komma ut tills Lennon skrev en sång och gick fram och började sjunga Dear Prudence, won't you come out to play. I hårdrockslåten "Everybody's Got Something to Hide Except Me and My Monkey" finns en massa nonsensuttryck som Maharishi lär ha använt, till exempel Come on, it's such a joy. Lennon bröt senare helt med Maharishi och kritiserar honom i låten "Sexy Sadie". Harrison fortsatte sitt religiösa sökande, vilket framkommer i låten "Long Long Long".
Ballader varvas med hårdrockslåtar. Den tunga låten "Happiness Is a Warm Gun" lär handla om John Lennons tilltagande heroinmissbruk; något han själv dock alltid förnekade och menade att låten var en krigsprotest. McCartneys hårdrockslåt "Helter Skelter" kom att gå till historien av en orsak ingen Beatlesmedlem rådde för. I augusti 1969 mördade en grupp religiösa fanatiker under ledning av Charles Manson flera personer, bland dem skådespelerskan Sharon Tate, som var gift med regissören Roman Polanski. Med blod hade de skrivit 'Helter Skelter' och Manson framhöll att han inspirerats av denna Beatleslåt.
På George Harrisons mest kända låt på albumet, "While My Guitar Gently Weeps", spelar kompositörens gode vän Eric Clapton sologitarr, vilket var den enda gång någon utanför gruppen spelade gitarr på en Beatleslåt. Värt att notera är också att albumet innehåller Ringo Starrs första egna komposition; "Don't Pass Me By".

## Utgivning
När dubbel-LP:n släpptes den 22 november 1968 – på femårsdagen av The Beatles andra LP With The Beatles – var samtliga låtar nya utom "Revolution 1", som tidigare givits ut i en mer rockig version under namnet "Revolution" (som b-sida till singeln "Hey Jude").
I Storbritannien släpptes inte någon singel från The Beatles och de brittiska singlarna brukar betraktas som de officiella. Men i vissa länder som Sverige gavs "Back in the U.S.S.R."/"Don't Pass Me By" ut som singel i början av 1969. Dessutom fick den engelska gruppen Marmalade en hit med sin cover på "Ob-la-di, Ob-la-da".
Omslaget utformades av Richard Hamilton. Till den ursprungliga LP-skivan följde det med fyra färgfoton på Beatlesmedlemmarna tagna av fotografen John Kelly. Samma foton fanns i svartvitt på insidan av det utvikbara omslaget.

## Symmetriska mönster
Låtordningen på albumet bildar vissa symmetriska mönster som har utforskats mycket genom åren. Ett exempel är att "Wild Honey Pie" är den femte låten på albumet, och "Honey Pie" är den femte sista låten på albumet. Ett annat exempel är att tre av fyra låtar med djurnamn i titeln ("Blackbird", "Piggies" och "Rocky Raccoon") följer varandra i låtordningen. Även de två låtar vars titlar är namn på efterrätter följer varandra i albumets låtordning ("Honey Pie" och "Savoy Truffle"). I låten "Savoy Truffle", som är den fjärde sista låten på albumet, förekommer en referens till "Ob-La-Di, Ob-La-Da", den fjärde låten på albumet. En annan sak att tillägga är att det på varje sida förekommer en av George Harrisons kompositioner. Varje skiva börjar med en komposition av Paul McCartney som börjar på bokstaven b, där The Beatles återvänder till traditionell rock'n'roll ("Back in the U.S.S.R." och "Birthday"). Den sista låten på varje skiva är en komposition av John Lennon där texter bygger på teman som barndom och oskuld ("Julia" och "Good Night"). Julia var namnet på John Lennons biologiska mor, som dog i en trafikolycka när han var i tonåren och i texten nämns också indirekt nya livskamraten Yoko Ono, vars namn betyder 'ocean child'.

## Låtlista

### LP-versionen
Låtarna skrivna av Lennon/McCartney, där inget annat namn anges.

#### Sida 1
| Nr           | Titel                                          | Längd |
| ------------ | ---------------------------------------------- | ----- |
| 1.           | Back in the USSR                               | 2:43  |
| 2.           | Dear Prudence                                  | 3:57  |
| 3.           | Glass Onion                                    | 2:17  |
| 4.           | Ob-La-Di, Ob-La-Da                             | 3:08  |
| 5.           | Wild Honey Pie                                 | 0:52  |
| 6.           | The Continuing Story of Bungalow Bill          | 3:05  |
| 7.           | While My Guitar Gently Weeps (George Harrison) | 4:44  |
| 8.           | Happiness Is a Warm Gun                        | 2:44  |
| Total längd: | Total längd:                                   | 23:30 |

#### Sida 2
| Nr           | Titel                           | Längd |
| ------------ | ------------------------------- | ----- |
| 1.           | Martha My Dear                  | 2:27  |
| 2.           | I'm So Tired                    | 2:03  |
| 3.           | Blackbird                       | 2:18  |
| 4.           | Piggies (George Harrison)       | 2:04  |
| 5.           | Rocky Raccoon                   | 3:41  |
| 6.           | Don't Pass Me By (Ringo Starr)  | 3:50  |
| 7.           | Why Don't We Do It in the Road? | 1:43  |
| 8.           | I Will                          | 1:48  |
| 9.           | Julia                           | 2:54  |
| Total längd: | Total längd:                    | 22:48 |

#### Sida 3
| Nr           | Titel                                                     | Längd |
| ------------ | --------------------------------------------------------- | ----- |
| 1.           | Birthday                                                  | 2:44  |
| 2.           | Yer Blues                                                 | 4:01  |
| 3.           | Mother Nature's Son                                       | 2:48  |
| 4.           | Everybody's Got Something to Hide Except Me And My Monkey | 2:24  |
| 5.           | Sexy Sadie                                                | 3:17  |
| 6.           | Helter Skelter                                            | 4:29  |
| 7.           | Long Long Long (George Harrison)                          | 3:06  |
| Total längd: | Total längd:                                              | 22:49 |

#### Sida 4
| Nr           | Titel                           | Längd |
| ------------ | ------------------------------- | ----- |
| 1.           | Revolution 1                    | 4:17  |
| 2.           | Honey Pie                       | 2:17  |
| 3.           | Savoy Truffle (George Harrison) | 2:56  |
| 4.           | Cry Baby Cry                    | 3:03  |
| 5.           | Revolution 9                    | 8:13  |
| 6.           | Good Night                      | 3:11  |
| Total längd: | Total längd:                    | 23:57 |

## Listplaceringar
| Lista (1968-1969) | Position            |
| ----------------- | ------------------- |
| Finland           | 1                   |
| Frankrike         | 1                   |
| Kanada            | 1 (RPM)             |
| Norge             | 1 (VG-lista)        |
| Storbritannien    | 1 (UK Albums Chart) |
| Sverige           | 2* (Kvällstoppen)   |
| USA               | 1 (Billboard 200)   |
| Västtyskland      | 1                   |